# Rickenbach (Soleura)
Rickenbach é uma comuna da Suíça, no cantão Soleura, com cerca de 878 habitantes. Estende-se por uma área de 2,80 km², de densidade populacional de 314 hab/km². Confina com as seguintes comunas: Hägendorf, Hauenstein-Ifenthal, Kappel, Wangen bei Olten.
A língua oficial nesta comuna é o alemão.

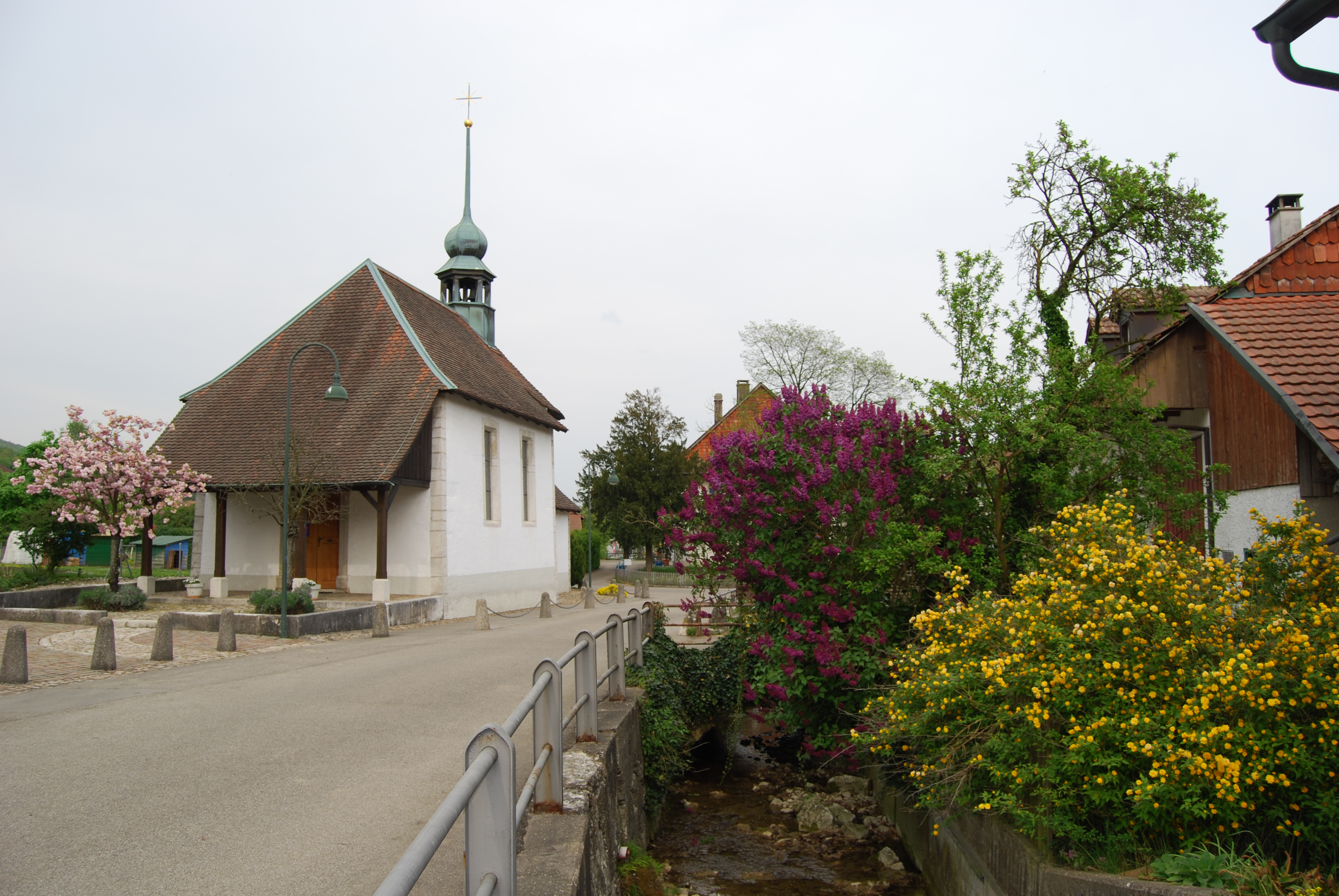
Rickenbach.